# 劉大啓
劉大啓（？—1642年），字君昌，號暾菴，广东广州府新会县人，明末清初官员。

## 生平
天啓元年（1621年）辛酉科广东乡试舉人，十三年（1640年）庚辰科進士，都察院观政，十四年授浙江嘉善县知县，任內去世。

## 引用
1. ↑  《崇禎十三年庚辰科進士三代履歷》：劉大啓，曾祖元兴；祖沛伯；父朝辅。暾菴，春秋房，丙午年正月初一日生，新会县人，辛酉四名，会试六十九名，三甲一百四十三名。都察院观政。
2. ↑  《浙江通志》
3. ↑  光緒《嘉善縣志》·卷十四·官師志上：知縣……（崇禎）十四年 劉大啓 字暾菴，廣東新會人，進士，卒於官

| 官衔          | 官衔                          | 官衔          |
| ------------- | ----------------------------- | ------------- |
| 前任： 李陳玉 | 明朝嘉善縣知縣 1641年－1642年 | 繼任： 聶允緒 |